# Doom-motor
A Doom-motor, később bevezetett számozással id Tech 1, egy videójáték-motor, amelyet az id Software fejlesztett ki a Doom és a Doom II: Hell on Earth videójátékokhoz, továbbá az id Tech-sorozat első része. A HeXen, a Heretic, a Strife és a HacX is ezt a motort használja, de további számos más játék is. John Carmack alkotta meg a motort, de a kiegészítő funkciókat Mike Abrash, John Romero, Dave Taylor és Paul Radek készítette hozzá. Eredetileg NeXT számítógépeken lett kifejlesztve, de átírták DOS-ra és további platformokra is.
1997-ben adták ki a játék forráskódját Linux-ra, ami azt jelenti, hogy nem szabad kiadni a terméket kereskedelmi forgalomba, majd 1999-ben GNU General Public License alatt újra kiadták.
Ez nem egy igazi 3D-s motor, mert például nem lehet fel, illetve le nézni, továbbá nem lehet két szektort egymás fölé vagy alá rakni, viszont egy nagyon elegáns és gyors motor, amely hűen fenntartja a 3D-s látszatot. A játék idejében a Doom forradalminak számított a gyors texture mapping-elt környezete miatt, amely miatt 3D-snek tartották.

## A Doom pályáinak felépítése

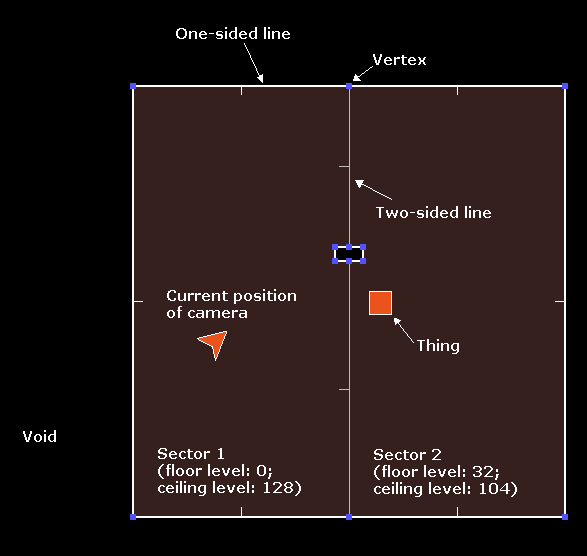
A Doom egyik pályájának bemutatása: a képen egy pálya látható egy pályaszerkesztő programban.

A Doom összes pályája 2D-s. Ezt jól mutatja az is, hogy a pályákon nem lehet két szektort elhelyezni egymás fölé vagy alá. Azonban ennek a korlátnak van egy előnye is, mégpedig a térkép megjelenítése, amely megmutatja, hogy éppen hol áll a játékos a pályán.

### Alapvető objektumok
Az alapvető egység a "vertex", vagyis a csúcspont, amely egy egyszerű 2D-s pontot ábrázol. A csúcspontok a line-okba, azaz a vonalakba kapcsolódnak, amelyeket "linedefs"-nek nevezünk. Minden egyes linedefs-nek van egy vagy két oldala, amelyeket "sidedefs"-nek nevezünk. Ha a sidedefs-eket csoportba foglaljuk, akkor "polygon"-okat, azaz sokszögeket alkotnak, amelyeket csoportos nevükön szektoroknak hívunk. A szektorok képviselik a pálya részletes területeit.

### Szektorok
Minden egyes szektornak négy tulajdonsága van: a padló magassága, a plafon magassága, a szektor fényereje, illetve a padló és a plafon mintája. Több különböző világosságú szektor létrehozásához, különböző fényerejű szektorokat kell létrehozni. Ezért van az, hogy amíg egy egyoldalas linedef egy térbeli "falnak" látszódik, addig a szektorok között egy kétoldalas linedef egy "hídnak" látszódik.

### Sidedefs
A sidedefek tartalmazzák a falak textúráját: ezek teljesen elkülönülnek a padló és a plafon textúráitól. Minden egyes sidedefnek három textúrája van, amelyeket középső, felső és alsó textúráknak hívunk. Egy egyoldalú linedef csak egy középső textúrát használhat egy fal textúrázásához. Egy kétoldalú linedefnek egy kicsit összetettebb a textúrázási folyamata. Az alsó és a felső textúrák azokra a helyekre kerülnek fel, ahol a két szektor között szintkülönbség van (például egy lépcső, amelyre alsó textúra kerül). Egy sidedefnek szintén egy középső textúrája van, bár nem mindig: mivel ez felel a függő textúrákért is, mint például az égboltért.

## A motort használó játékok
- Doom (1993) – id Software
- Doom II: Hell on Earth (1994) – id Software
- Heretic (1994) – Raven Software
- Hexen (1995) – Raven Software
- Hexen Deathkings of the Dark Citadel (1995) – Raven Software
- Final Doom (1996) – id Software
- Strife (1996) – Rogue Entertainment